# Chauvry
Chauvry ist eine französische Gemeinde mit 297 Einwohnern (Stand: 1. Januar 2022) im Département Val-d’Oise in der Region Île-de-France. Sie gehört zum Arrondissement Pontoise und zum Kanton Domont (bis 2015: Kanton Taverny). Die Einwohner werden Chauvriots genannt.

## Geographie
Chauvry befindet sich etwa 25 Kilometer nordnordwestlich von Paris. Umgeben wird Béthemont-la-Forêt von den Nachbargemeinden Villiers-Adam im Norden und Nordwesten, Montsoult im Nordosten, Baillet-en-France im Osten und Nordosten, Bouffémont im Osten und Südosten, Saint-Prix im Süden, Saint-Leu-la-Forêt im Süden und Südwesten, Taverny im Südwesten sowie Béthemont-la-Forêt im Westen.
Durch den Norden der Gemeinde führt die Route nationale 104 (die sog. Francilienne).

## Bevölkerungsentwicklung
| Jahr                      | 1962 | 1968 | 1975 | 1982 | 1990 | 1999 | 2006 | 2012 |
| Einwohner                 | 238  | 240  | 250  | 263  | 287  | 279  | 288  | 306  |
| Quelle: Cassini und INSEE |      |      |      |      |      |      |      |      |

## Sehenswürdigkeiten
- Kirche Saint-Nicolas
- Rathaus mit Schule aus den 1880er Jahren
- Gutshof aus dem 17. Jahrhundert
- Reste des früheren Schlosses aus dem 18. Jahrhundert

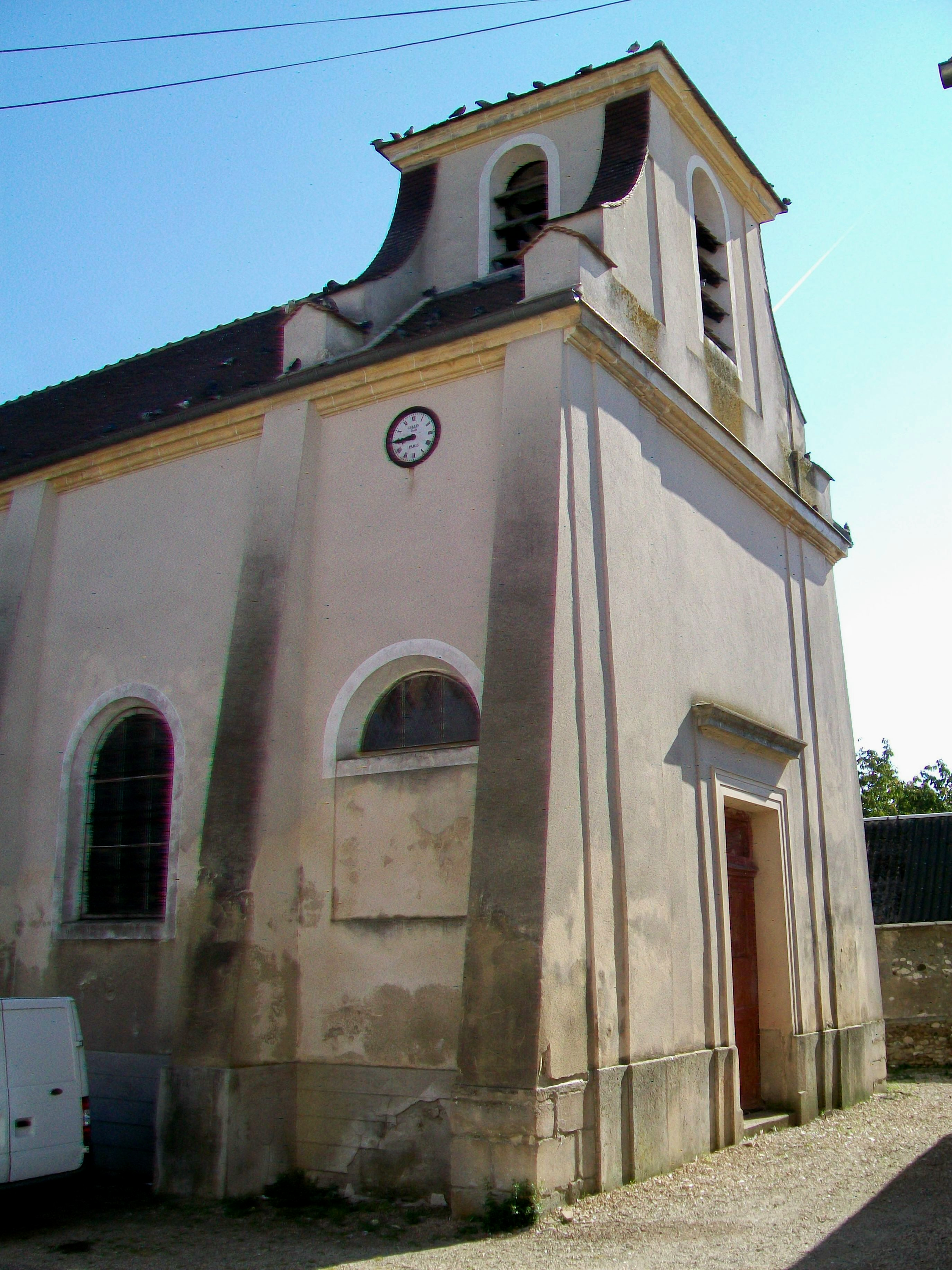
Kirche Saint-Nicolas